# Rocky Ripple
Rocky Ripple és una població dels Estats Units a l'estat d'Indiana. Segons el cens del 2000 tenia 712 habitants.

## Demografia
Segons el cens del 2000, Rocky Ripple tenia 712 habitants, 322 habitatges, i 183 famílies. La densitat de població era de 916,3 habitants/km².
Dels 322 habitatges en un 24,8% hi vivien nens de menys de 18 anys, en un 39,4% hi vivien parelles casades, en un 13,4% dones solteres, i en un 42,9% no eren unitats familiars. En el 33,9% dels habitatges hi vivien persones soles el 8,7% de les quals corresponia a persones de 65 anys o més que vivien soles. El nombre mitjà de persones vivint en cada habitatge era de 2,21 i el nombre mitjà de persones que vivien en cada família era de 2,87.
Per edats la població es repartia de la següent manera: un 20,9% tenia menys de 18 anys, un 5,8% entre 18 i 24, un 33% entre 25 i 44, un 25,3% de 45 a 60 i un 15% 65 anys o més.
L'edat mediana era de 40 anys. Per cada 100 dones de 18 o més anys hi havia 87,7 homes.
La renda mediana per habitatge era de 44.464 $ i la renda mediana per família de 50.500 $. Els homes tenien una renda mediana de 32.500 $ mentre que les dones 30.000 $. La renda per capita de la població era de 22.691 $. Entorn de l'1,1% de les famílies i el 2,4% de la població estaven per davall del llindar de pobresa.

## Poblacions més properes
El següent diagrama mostra les poblacions més properes.